# プロペラント
プロペラント（英語: propellant）は、「推進させるもの」を意味する英語の片仮名表記である。推進剤。

## ロケットエンジン
プロペラント(propellant、以下、もっぱら「推進剤」と呼ぶ）は、現在一般にはロケットなどの「推進剤」のことを指す語である。
もともとの語義としては、具体的に推進剤を指すものというよりも、抽象的に「押すもの、推進する（propulsion）・させるもの」を指す語である。現在はそこから発展して推進剤そのものを指すことが多い。スプレーなどの（吹き出す主材ではなく、主材を押し出すものとしての）噴射剤、高圧ガスのことを指すこともあるのは、その圧力によって「対象を、押出し吹付けるもの」だからであって、propellantという語に「噴射するもの」の意味は無い。これは船や航空機部品の「プロペラ」や、その他の車両類の「プロペラシャフト」といった語と同様である。
ロケットの場合、厳密には「推進剤」とは、運動量をロケット本体と分かち合うための物体・物質である（運動量保存則により、ロケット本体の運動量増加は、吹き出した推進剤にロケットが与えた運動量と、（ロスを無視すれば）等しい。このことからツィオルコフスキーの公式が導かれる）。つまり、例えばペットボトルロケットにおける水などは、純粋に「推進剤」であると言える。
一方、現在のところ主力である化学ロケットでは、もっぱら燃料を反応させた「燃えカス」である排気の廃棄を、推進剤の噴射として利用する、という形態になっている。すなわち、何らかの燃料の「排ガス」が厳密には推進剤であるわけだが、もっぱら燃料そのものを指して推進剤と呼んでいることが多い。また、燃料を、酸化剤と酸化される側に分けて、特に酸化される側のみを「燃料」とすることがあるが、その場合には、「推進剤」という語を酸化剤と燃料の総称として使っている場合もある。

## 火器
その他、ガンパウダーなどの銃弾や砲弾の推進剤といった、弾頭を飛翔させる推進剤などを指して使うこともある。

## エアロゾル容器
エアロゾルを噴出させるための圧力容器（スプレー缶）に充填する噴射剤、高圧気体を指す。